# Alphonse Welin Qorig
Alphonse Welin Qorig (7 luglio 1981) è un calciatore vanuatuano, centrocampista dello Shepherds United.

## Carriera

### Club
Comincia a giocare allo Shepherds United. Nel 2005 si trasferisce al Tafea. Nel 2006 torna allo Shepherds United.

### Nazionale
Ha debuttato in Nazionale nel 2002. Ha partecipato, con la Nazionale, alla Coppa delle nazioni oceaniane 2004 e alla Coppa delle nazioni oceaniane 2008. Ha collezionato in totale, con la maglia della Nazionale, 19 presenze e 4 reti.